# Kyle Clifford
Pour les articles homonymes, voir Clifford.
Kyle Clifford (né le 13 janvier 1991 à Ayr (en), dans la province de l'Ontario au Canada) est un joueur professionnel canadien de hockey sur glace.

## Carrière de joueur
Au terme de sa deuxième saison en LHO, Kyle Clifford est repêché par les Kings de Los Angeles lors du repêchage de 2009 en 35e position.
Il poursuit son apprentissage avec les Colts de Barrie lors de la saison 2009-2010, et contribue à la très bonne saison régulière de ceux-ci qui finissent la saison avec la meilleure fiche. Son impact physique aide grandement son équipe à se hisser jusqu'en finale, avant d'être battu par les Spitfires de Windsor menés par Taylor Hall et Ryan Ellis.
Il profite du retour de Brayden Schenn aux Wheat Kings de Brandon, pour prétendre à une place de titulaire au sein des Kings de Los Angeles. Il joue 76 matchs, inscrit 14 points, et conserve l'impact physique qui le caractérisait les années précédentes, comme l'attestent ses 141 minutes de pénalité.
Lors de la saison 2011-2012, Kyle Clifford ne manque qu'un seul match de saison régulière. Durant les séries éliminatoires, Clifford ne joue que 3 matchs, Jordan Nolan lui étant préféré. Il remporte la Coupe Stanley cette même année avec les Kings de Los Angeles.
Le 5 février 2020, il est échangé avec Jack Campbell aux Maple Leafs de Toronto en retour de l'attaquant Trevor Moore, d'un choix de 3e tour en 2020 et d'un choix conditionnel de 3e tour en 2021.

## Statistiques

### En club
| Saison     | Équipe                 | Ligue      |     | Saison régulière | Saison régulière | Saison régulière | Saison régulière | Saison régulière |   | Séries éliminatoires | Séries éliminatoires | Séries éliminatoires | Séries éliminatoires | Séries éliminatoires |
| Saison     | Équipe                 | Ligue      | PJ  | B                | A                | Pts              | Pun              | PJ               | B | A                    | Pts                  | Pun                  |                      |                      |
| 2007-2008  | Colts de Barrie        | LHOu       | 66  | 1                | 14               | 15               | 83               | 9                | 0 | 1                    | 1                    | 4                    |                      |                      |
| 2008-2009  | Colts de Barrie        | LHOu       | 60  | 16               | 12               | 28               | 133              | 5                | 0 | 0                    | 0                    | 13                   |                      |                      |
| 2009-2010  | Colts de Barrie        | LHOu       | 58  | 28               | 29               | 57               | 111              | 17               | 5 | 9                    | 14                   | 28                   |                      |                      |
| 2009-2010  | Monarchs de Manchester | LAH        | -   | -                | -                | -                | -                | 7                | 0 | 2                    | 2                    | 12                   |                      |                      |
| 2010-2011  | Kings de Los Angeles   | LNH        | 76  | 7                | 7                | 14               | 141              | 6                | 3 | 2                    | 5                    | 7                    |                      |                      |
| 2011-2012  | Kings de Los Angeles   | LNH        | 81  | 5                | 7                | 12               | 123              | 3                | 0 | 0                    | 0                    | 2                    |                      |                      |
| 2012-2013  | Reign d'Ontario        | ECHL       | 9   | 4                | 3                | 7                | 2                | -                | - | -                    | -                    | -                    |                      |                      |
| 2012-2013  | Kings de Los Angeles   | LNH        | 48  | 7                | 7                | 14               | 51               | 14               | 0 | 2                    | 2                    | 8                    |                      |                      |
| 2013-2014  | Kings de Los Angeles   | LNH        | 71  | 3                | 5                | 8                | 81               | 24               | 1 | 6                    | 7                    | 39                   |                      |                      |
| 2014-2015  | Kings de Los Angeles   | LNH        | 80  | 6                | 9                | 15               | 87               | -                | - | -                    | -                    | -                    |                      |                      |
| 2015-2016  | Kings de Los Angeles   | LNH        | 56  | 3                | 6                | 9                | 55               | 4                | 0 | 1                    | 1                    | 0                    |                      |                      |
| 2015-2016  | Reign d'Ontario        | LAH        | 2   | 0                | 0                | 0                | 2                | -                | - | -                    | -                    | -                    |                      |                      |
| 2016-2017  | Kings de Los Angeles   | LNH        | 73  | 6                | 6                | 12               | 92               | -                | - | -                    | -                    | -                    |                      |                      |
| 2017-2018  | Kings de Los Angeles   | LNH        | 50  | 6                | 4                | 10               | 48               | 4                | 0 | 0                    | 0                    | 6                    |                      |                      |
| 2018-2019  | Kings de Los Angeles   | LNH        | 72  | 11               | 10               | 21               | 96               | -                | - | -                    | -                    | -                    |                      |                      |
| 2019-2020  | Kings de Los Angeles   | LNH        | 53  | 6                | 8                | 14               | 45               | -                | - | -                    | -                    | -                    |                      |                      |
| 2019-2020  | Maple Leafs de Toronto | LNH        | 16  | 1                | 2                | 3                | 23               | 5                | 0 | 0                    | 0                    | 0                    |                      |                      |
| 2020-2021  | Blues de Saint-Louis   | LNH        | 50  | 4                | 3                | 7                | 30               | 4                | 0 | 1                    | 1                    | 0                    |                      |                      |
| 2021-2022  | Blues de Saint-Louis   | LNH        | 2   | 0                | 1                | 1                | 0                | -                | - | -                    | -                    | -                    |                      |                      |
| 2021-2022  | Marlies de Toronto     | LAH        | 9   | 3                | 0                | 3                | 6                | -                | - | -                    | -                    | -                    |                      |                      |
| 2021-2022  | Maple Leafs de Toronto | LNH        | 23  | 1                | 2                | 3                | 31               | 1                | 0 | 0                    | 0                    | 15                   |                      |                      |
| 2022-2023  | Maple Leafs de Toronto | LNH        | 2   | 0                | 1                | 1                | 2                | -                | - | -                    | -                    | -                    |                      |                      |
| 2022-2023  | Marlies de Toronto     | LAH        | 46  | 8                | 12               | 20               | 78               | 7                | 4 | 4                    | 8                    | 11                   |                      |                      |
| Totaux LNH | Totaux LNH             | Totaux LNH | 753 | 66               | 78               | 144              | 905              | 65               | 4 | 12                   | 16                   | 77                   |                      |                      |

### En équipe nationale
| Année | Équipe          | Compétition                   |   | PJ | B | A | Pts | Pun      |  | Résultat |
| 2009  | Canada - 18 ans | Championnat du monde - 18 ans | 6 | 0  | 0 | 0 | 16  | 4e place |  |          |

## Trophées et honneurs personnels

### Ligue nationale de hockey
- 2011-2012 : vainqueur de la coupe Stanley avec les Kings de Los Angeles (1)
- 2013-2014 : vainqueur de la coupe Stanley avec les Kings de Los Angeles (2)